# ゲームセンターCX THE MOVIE 1986 マイティボンジャック
『ゲームセンターCX THE MOVIE 1986 マイティボンジャック』は、2014年2月22日に公開された映画。バラエティ番組『ゲームセンターCX』の映画版である。

## 概要
番組10周年を記念したイベントの目玉として制作された劇場版映画で、2006年に番組内で行われたファミコン用ゲームソフト『マイティボンジャック』への挑戦と、このソフトが発売された1986年を舞台にしたドラマパートを組み合わせた映画である。
ドラマパートはファミコンが好きな中学生を主人公とし、テレビゲームに限らず1980年代当時のサブカルチャーが多数登場する。また、歴代ADを始めとする『CX』のスタッフがエキストラとして出演している。
公開日には全国54スクリーンで封切り上映された。
また、制作を記念して有野課長×ハローキティコラボぬいぐるみ付チケットが数量限定で発売された。

## あらすじ
校長先生がゲームのやりすぎを朝礼の話題にし、生徒の間では「人気漫画『ドラゴンボール』にアラレちゃんが出てきた」ことが話題になっていた、1986年の中学校。
ファミコンと『週刊少年ジャンプ』をこよなく愛する少年ダイスケは、クラスにゲーム雑誌を持ち込んでいたことで憧れの美少女・クミコと話す機会を得る。クミコは親戚で遊んだゲームが面白かったと回想する。狭い部屋を進み、爆弾の出るゲーム……。彼女の話すゲームが、高難度過ぎて途中で投げ出した『マイティボンジャック』の話だと理解すると意気投合。ゲームソフトを貸す約束をする。
しかし、ビーバップかぶれのヤンキー加藤に、『マイティボンジャック』を「貸りる」と言われつつ奪われてしまう。さらにそのソフトは又貸しされて、伝説のヤンキー安倍先輩の手に渡ってしまった。カリパクの危機を迎えたダイスケの『マイティボンジャック』。このままではクミコと遊ぶ夢も破れてしまう。ダイスケはヤンキーの巣窟、安倍先輩の部屋に向かうのだった。
一方、2006年の東京では有野課長が大観衆を前に、『マイティボンジャック』攻略に挑戦していた。

## キャスト
- 有野課長：有野晋哉
- 鈴木大介：吉井一肇
- 木下久美子：平祐奈
- 湯川誠：安部孝将
- 藤井啓太：松島海斗
- 加藤勝：吉田翔
- 安倍先輩：佐藤佑哉
- 安倍先輩の父：名越稔洋（特別出演）
- 教師：鈴井匡伸（特別出演）
- 校長先生：遠藤雅伸（特別出演）
- 東谷柊一
- 井田紋乃
- 西野栄子
- 林夏帆
- 城川もね
- 千阪健介
- 鈴木悠馬
- 松浦紫苑
- 橋本一輝
- 笹野大司
- 浦川瞬
- 井上侑也
- 中山智明
- 渡邊裕子
- 鶴岡丈志
- 江本紘之
- 田辺純江
- 須田祐一郎
- 菅崚斗
- 東島かれん

## 制作協力

### 劇中使用映像
- タッチ（1986年7月13日放送分、1985あだち充/小学館・東宝・ADK）
- チェッ!チェッ!チェッ!（歌：岩崎良美、1984年10月11日放送分、ポニーキャニオン）
- 北斗の拳（1884年10月11日放送分、武論尊・原哲夫/NSP1983 東映アニメーション1987）
- スケバン刑事II少女鉄仮面伝説（1985年11月7日放送分、和田慎二・東映）
- マイティボンジャック、忍者龍剣伝、ソロモンの鍵（コーエーテクモゲームス）
- たけしの挑戦状、スペースインベーダー、エレベーターアクション（TAITO）
- アトランチスの謎、東海道五十三次、ファンタジーゾーン（サンソフト）
- スーパーマリオワールド、スーパーマリオブラザーズ2（任天堂）
- ゼビウス、パックマン、スカイキッド、ディグダグ、マッピー、ドルアーガの塔（バンダイナムコゲームス）
- スペランカー（TOZAI GAMES）

## スタッフ
- 監督：蔵方政俊
- 製作：菅剛史、藤岡修
- プロデューサー：高口聖世巨、東島真一郎、橋口愛
- 脚本：酒井健作、市川豊
- 脚本協力：岐部昌幸
- ディレクター 藤本達也
- 撮影：阿部浩一
- 照明：吉澤一生
- 録音：西岡正己
- 美術：飯森則裕
- 衣装：岡田敦之
- ヘアメイク：宮崎智子
- SFX/VFXスーパーバイザー：吉野広教
- 音響効果・音楽：斎藤信之
- 助監督：斉藤博士
- 制作担当：濱崎林太郎
- 主題歌：怒髪天 「プレイヤーI」
- 企画協力：フジテレビ、コーエーテクモゲームス
- 配給：シンカ、ハピネット
- 企画・製作プロダクション：ガスコイン・カンパニー

## テレビ放送
フジテレビONEで2015年1月1日 0:10 - 2:00（JST）にテレビ初放送された。